# 프실록실론아과
프실록실론아과(psiloxylon亞科, 학명: Psiloxyloideae 프실록실로이데아이[*])는 도금양과의 아과이다.

## 하위 분류
| 프실록실론족(Psiloxyleae A.J.Scott) - 프실록실론속(Psiloxylon Thouars ex Tul.) | 헤테로픽시스족(Heteropyxideae Harv.) - 헤테로픽시스속(Heteropyxis Harv.) |